# Asmate convergata
Asmate convergata là một loài bướm đêm trong họ Geometridae.